# わちみなみ
わち みなみ（1995年〈平成7年〉1月7日 - ）は、日本のタレント、グラビアアイドル。本名は非公表。愛称は「わちち」。
福岡県福岡市出身。明治大学卒業。ホリプロ所属。

## 来歴
福岡県立修猷館高等学校卒業後、1浪を経て明治大学に進学。高校時代は水泳部で競泳水着は着ていたが、大学3年生の2016年の夏まで一度もビキニを着たことがなかった。賞品のユニバーサル・スタジオ・ジャパンのチケット目当てで「プレミアム水着ガールズオーディション」に応募、グランプリを受賞（2016年9月）。2017年には、ミス・ユニバース・ジャパン長崎大会のファイナリストに選ばれている。
2017年5月、週刊ヤングマガジン（講談社）第23号の表紙と巻頭にてグラビアデビュー。しかしその当時は本格的に芸能界入りを考えていたわけではなく、漫画好きだったため編集者志望で出版社の就活をしていた。講談社の最終面接とヤングマガジンの表紙撮影の日程が重なったこともある。
2017年3月25日放送の静岡朝日テレビ『ピンクス』でテレビ初出演。
雑誌「VoCE」公式ブロガー「VOCEST!」、3D動画グラビア「グリビア」第一弾タレントを務めている。
2018年3月に明治大学を卒業したことを、自身のInstagramを通じて報告した。
2018年11月6日より、インターネット配信業者AbemaTVの配信番組『ドラゴン堀江』にて半年間での東京大学受験に挑戦したが、センター試験の結果、わずか2点差で足切りとなった（番組自体は後述の通り2019年3月10日終了）。本人は機会があれば再受験する意思を見せている。
2020年7月18日発売の「サイゾー 2020年7.8月号」で、約1年ぶりのグラビアで表紙を飾った。

## 人物
- 趣味は、読書、料理、ファッション雑誌の切り抜き、お笑いライブ観覧。特技は、水泳、クラリネット。体が柔らかいと言う[1]。ダイビングではマンタ など大物をみるのが好き。幼少から海で遊んでいたため、大の海好きで、特にサメが好きという。
- 将来は女優活動に関心を持っている。
- TBSアナウンサーの喜入友浩は中学・高校の1年先輩で、特に中学時代は吹奏楽部で一緒だった。2019年8月22日の『伊集院光とらじおと』（喜入が月2回木曜レギュラー）で共演を果たし、当時のエピソードなどを披露。上述の受験企画の際には、東京大学出身の喜入からアドバイスも受けたという[22]。

- 祖母の実家が福岡の酒蔵であることを2019年ごろに知る。11代続く酒蔵で、「庭のうぐいす」の銘柄で知られる[23]。

## 出演

### テレビ番組
- REDS TV GGR（2019年1月11日 - 2021年12月29日、テレ玉） - アシスタント
- 激辛美女（フジテレビワンツーネクスト）
- 土曜スペシャル 奇跡のひっそり観光地（2019年9月14日、テレビ東京）
- ダブルベッド SEVEN DAY LOVER（2020年2月27日 - 3月26日、TBSテレビ） - Episode4に出演

### ドラマ
- 深夜のダメ恋図鑑（2019年、ABC朝日放送） - 新婦 役
- Dr.チョコレート 第7話（2023年、日本テレビ） - 秘書 役
- 湯遊ワンダーランド（2023年、BSテレ東） - 結芽 役[24]
- 花の筋曜日 マッスルハンターみなみ（2024年1月28日〈27日深夜〉、TVQ九州放送） - 主演・みなみ役

### 映画
- 殺さない彼と死なない彼女（2019年） - ギャル 役
- 明け方の若者たち（2021年）[25][26]

### バラエティ
- 所さんの学校では教えてくれないそこんトコロ!（2020年6月26日、テレビ東京） - 不思議ハンター（リポーター）
- 浜ちゃんが!（読売テレビ）
- クイズプレゼンバラエティーQさま!!（テレビ朝日）
- ゴッドタン（テレビ東京） - マジ歌選手権審査員
- トリニクって何の肉!?（2019年、ABC朝日放送）
- 明石家電視台（2019年、MBS）
- ネプリーグ（2018年、フジテレビ）
- 深夜に発見!新shock感!一度おためしください（2018年・2019年、テレビ東京）
- ビーバップ!ハイヒール（2018年・2019年・2020年、ABC朝日放送） - 四季に1回の出演
- ビッグフェイス（2019年、日本テレビ）
- ゲンバの声がある（2019年1月12日、テレビ朝日）
- スポテイナーJAPAN（2020年10月27日 - ）
- タモリ倶楽部（2021年5月1日、テレビ朝日）

### Web配信番組
- しこしこさまぁ〜ず3（2017年11月5日、テレビ東京） - 『モヤモヤさまぁ〜ず2』Web限定コンテンツ
- ドラゴン堀江（2018年11月6日 - 2019年3月10日[注 2]、AmebaTV）
- ライブE「SUPER XMAS」（LINE LIVE（SoftBank）） - アシスタント[14]
- 劇団さまぁ～ず（2018年 - 2019年、GYAO） - 村人・浜谷わち（旧姓犬）役
- 熱闘！Mリーグ（2020年、abemaTV）

### ラジオ
- オレたちゴチャ・まぜっ!〜集まれヤンヤン〜（2020年4月26日 - 2021年4月17日、MBSラジオ） - ヤンヤンガールズ12期生
- 紗倉まなのマジックミラーナイト（2018年 - 、文化放送） - アシスタント
- 伊集院光とらじおと（2019年、TBSラジオ）

## 雑誌
- 週刊ヤングマガジン - 2017年15号[27]
- 週刊ヤングマガジン - 表紙・巻末
- 月刊ヤングマガジン - 表紙
- 週刊プレイボーイ
- フライデー - 表紙
- サイゾー（2018年・2020年） - 表紙
- 週刊SPA! - 美女地図・表紙
- smart - ちんかめ
- Tarzan - 連載（2018年 - 2019年） ※2020年はウェブブログを執筆
- 週刊大衆
- 週刊現代 - なをん
- VOCE（2018年・2019年・2020年）
- STYLEWAGON - 表紙

## 作品

### DVD
- わちちVol.1（2018年1月17日、ホリプロ、監督：入船陽介、HPDC-D0036）
- わち、南へ（2018年4月13日、リバプール、監督：舘野桂、LPFD-319）
- みなみちわ〜（2018年8月24日、リバプール、監督：舘野桂、LPFD-322）

### 写真集
- わちゅらる（2019年2月25日、講談社、撮影：Takeo Dec.） ISBN 978-4-06-515210-2[28]
- WM（2021年8月31日、光文社、撮影：LUCKMAN） ISBN 978-4-334-90275-9[29]

### トレーディングカード
- 「わちみなみ」ファースト・トレーディングカード（2021年4月24日、ヒッツ）